# Przejście graniczne Zgorzelec-Görlitz (kolejowe)
Przejście graniczne Zgorzelec-Görlitz – istniejące do 2007 polsko-niemieckie kolejowe przejście graniczne położone w województwie dolnośląskim, w powiecie zgorzeleckim, w mieście Zgorzelec.

## Opis
Przejście graniczne Zgorzelec-Görlitz z miejscem odprawy granicznej po stronie niemieckiej w miejscowości Görlitz (stacja kolejowa) oraz na trasie przejazdu pociągu Görlitz–Bautzen (stacja kolejowa) czynne było całą dobę. Dopuszczone było przekraczanie granicy dla ruchu osobowego i towarowego oraz mały ruch graniczny. Kontrolę graniczną osób, towarów i środków transportu wykonywała kolejno: Graniczna Placówka Kontrolna Straży Granicznej w Zgorzelcu, Placówka Straży Granicznej w Zgorzelcu.
21 grudnia 2007 na mocy układu z Schengen przejście graniczne zostało zlikwidowane.

### Przejście graniczne z NRD
W okresie istnienia Niemieckiej Republiki Demokratycznej funkcjonowało w tym miejscu polsko-niemieckie kolejowe przejście graniczne Zgorzelec. Czynne było codziennie przez całą dobę. Dopuszczone było przekraczanie granicy dla ruchu osobowego i towarowego (ruch pustych wagonów towarowych do PRL). Kontrolę graniczną osób, towarów i środków transportu wykonywała Graniczna Placówka Kontrolna Zgorzelec.

## Galeria

Przejście graniczne Zgorzelec-Görlitz (kolejowe)
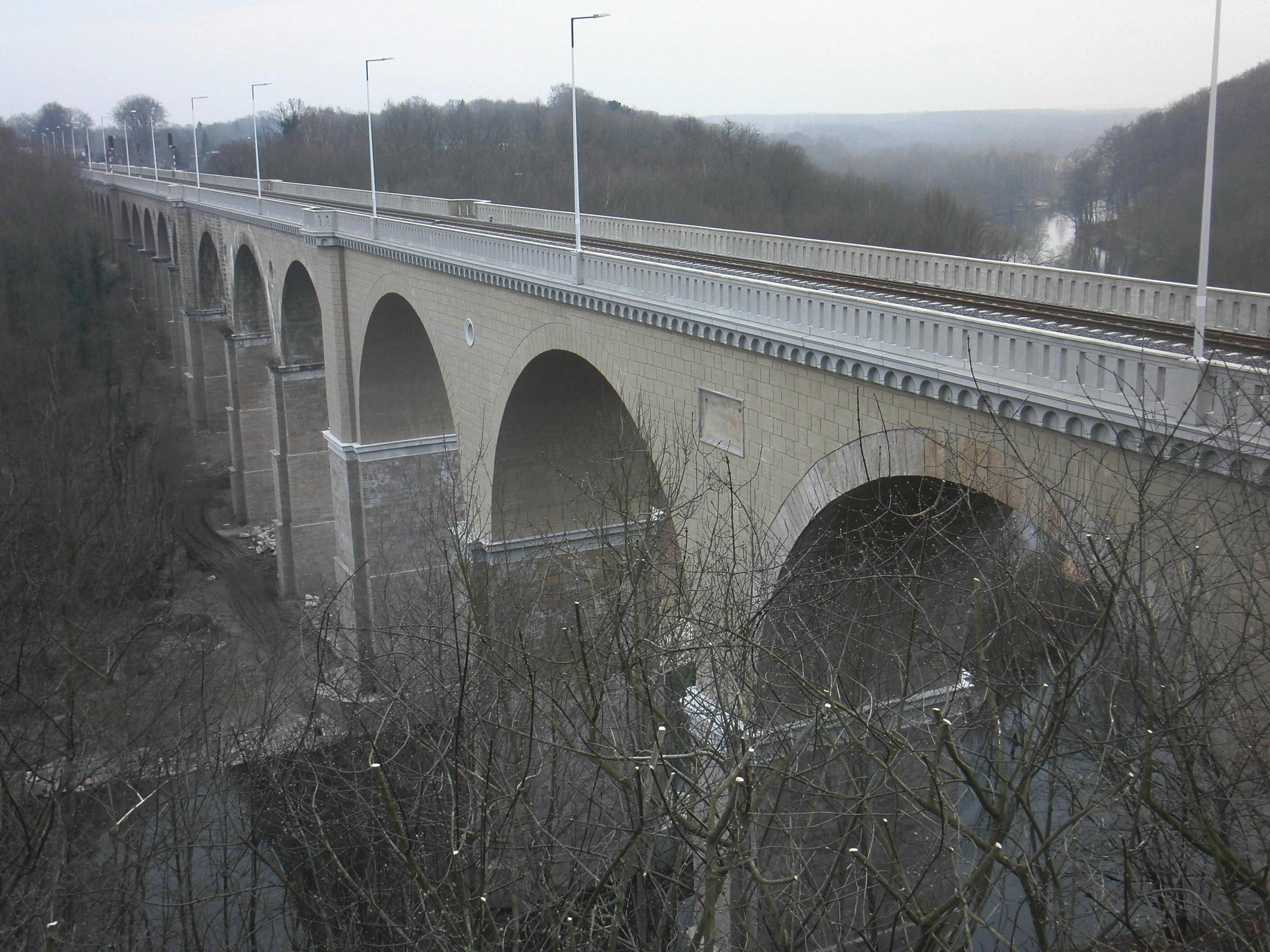
Kolejowy most graniczny na Nysie Łużyckiej (marzec 2014)
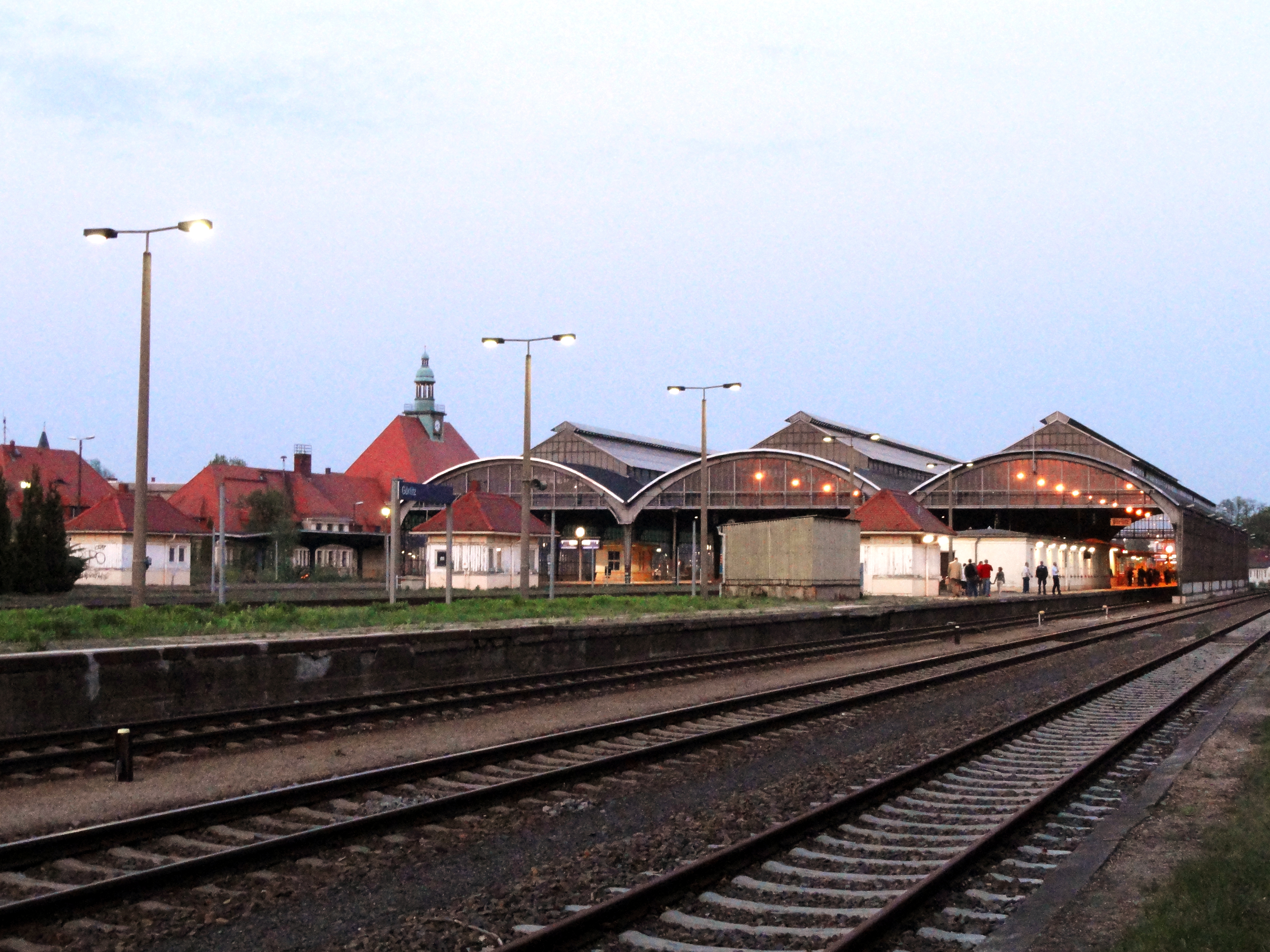
Stacja kolejowa Görlitz, miejsce odprawy ruchu osobowego i towarowego (kwiecień 2011)
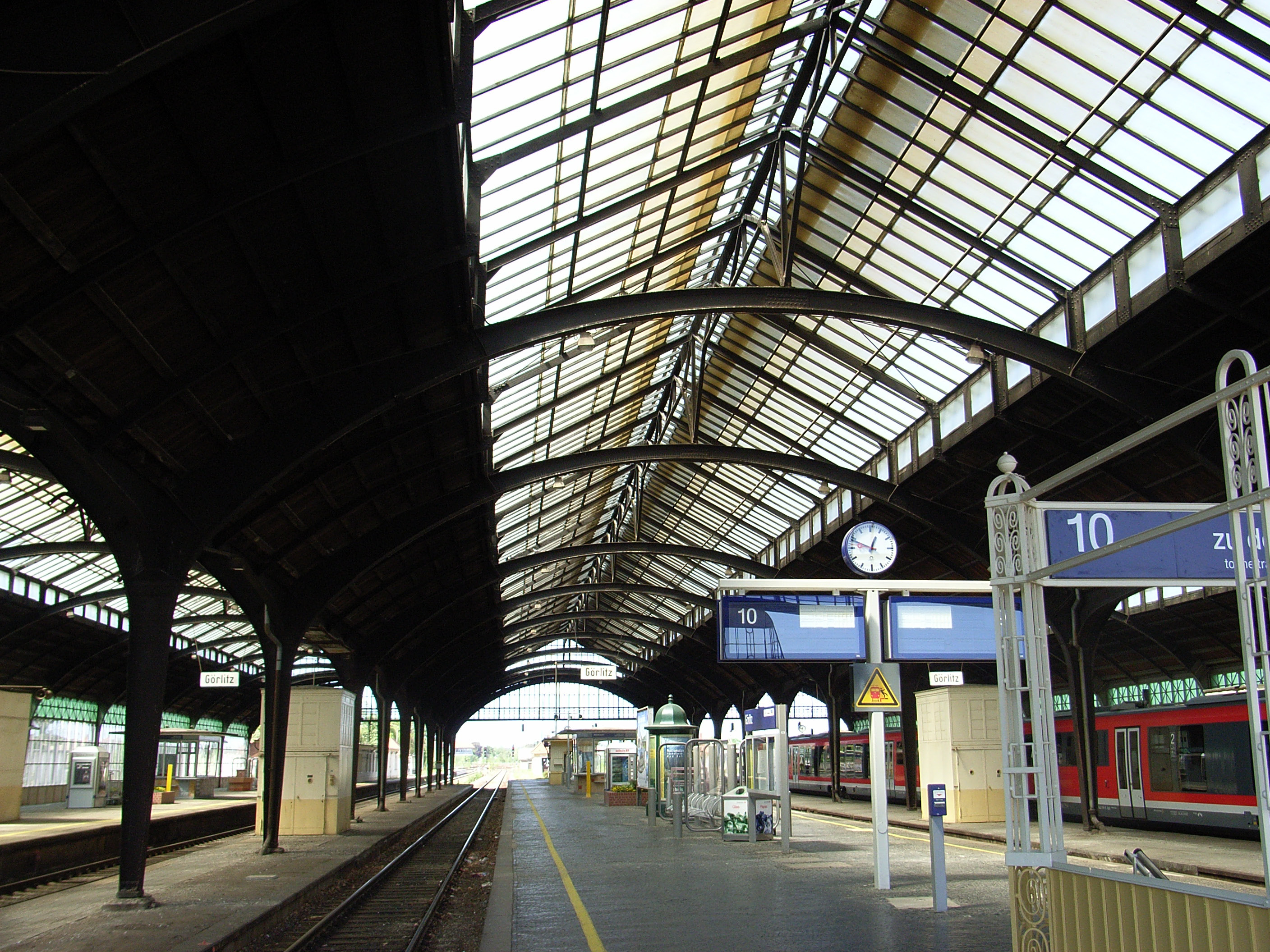
Stacja kolejowa Görlitz, hala dworcowa (kwiecień 2007)

Niemieckie stempele kontroli granicznej
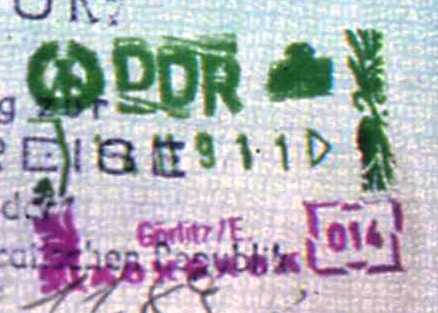
NRD
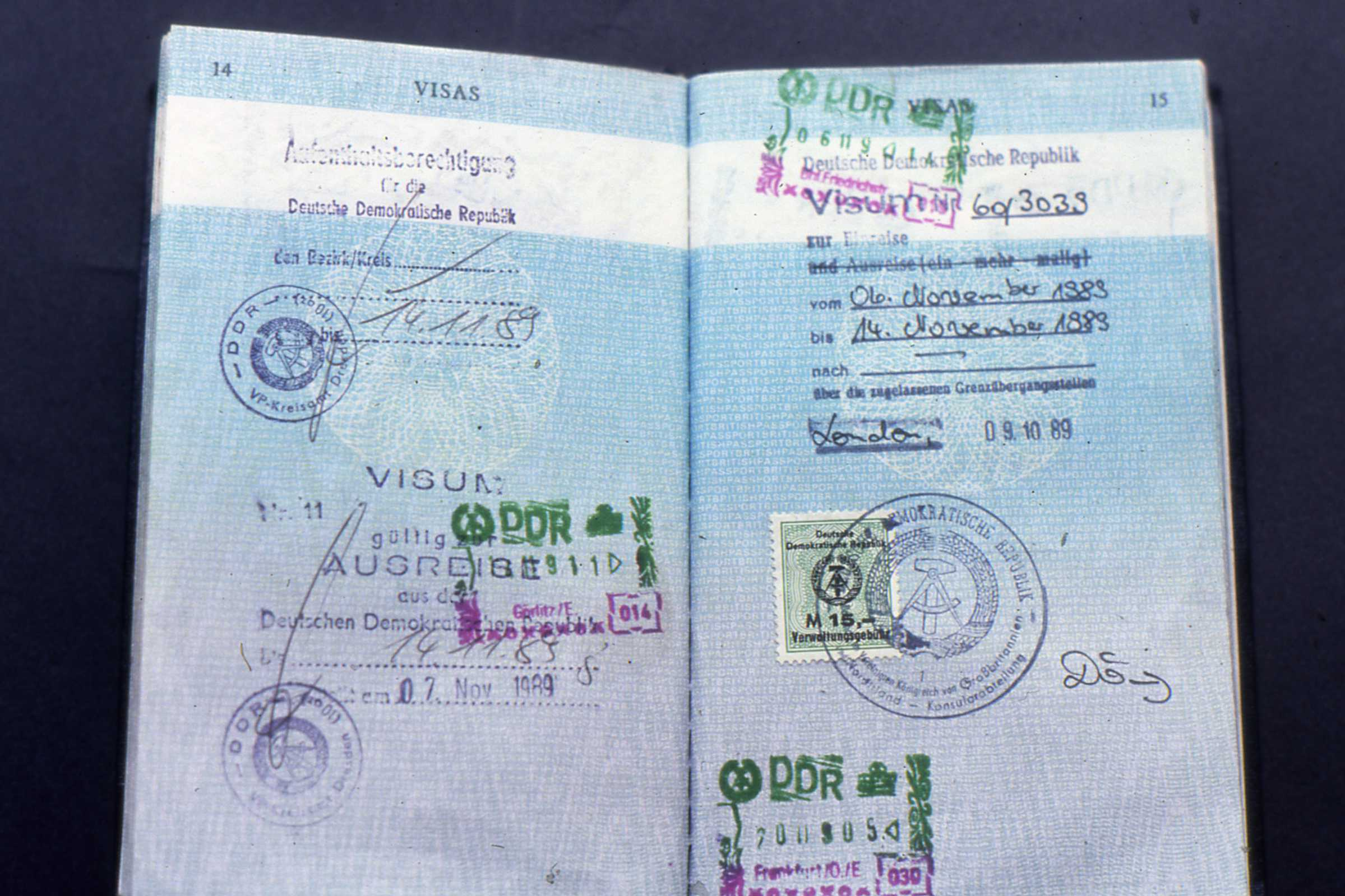
NRD